# Emy Machnow
Emmy Gunilla "Emy" Machnow (Estocolm, 23 de novembre de 1897 – Malmö, 1 de setembre de 1974) va ser una nedadora sueca que va prendre part en els Jocs Olímpics de 1920 d'Anvers. En ells disputà la prova del relleu 4 x 100 metres lliures del programa de natació, en què guanyà la medalla de bronze formant equip amb Aina Berg, Carin Nilsson i Jane Gylling.